# Euceropsylla russoi
Euceropsylla russoi är en insektsart som beskrevs av Boselli 1929. Euceropsylla russoi ingår i släktet Euceropsylla och familjen rundbladloppor. Inga underarter finns listade i Catalogue of Life.